# Symphonie berbère
Pour plus de détails, voir Fiche technique et Distribution.
Symphonie berbère est un court métrage documentaire marocain réalisé en 1947 par André Zwoboda.

## Synopsis
Un couple de jeunes mariés se rend de Marrakech aux montagnes de l'Atlas, en pays berbère. Les deux jeunes gens arrivent dans un petit village où se déroule la fête locale ainsi que le grand marché où artisans et éleveurs vendent leurs produits. Après avoir assisté à une chasse en montagne, le couple atteint un village où est célébré un mariage selon les rites d'usage.

## Fiche technique
- Production : Centre cinématographique marocain
- Scénario et réalisation : André Zwoboda
- Images : André Dantan
- Montage : Andrée Laurent
- Durée : 16 minutes

## Distinction
- Nomination au Festival de Cannes 1947[1].